# Make Believe (gruppo musicale)
I Make Believe sono stati un gruppo musicale statunitense formatosi nel 2003 a Chicago e scioltosi nel 2008.

## Formazione
- Tim Kinsella – voce (2003-2007, 2007-2008)
- Sam Zurick – chitarra (2003-2008)
- Bobby Burg – basso (2003-2008)
- Nate Kinsella – batteria, percussioni, tastiera (2003-2008)

## Discografia

### Album in studio
- 2005 – Shock of Being
- 2006 – Of Course
- 2008 – Going to the Bone Church

### Raccolte
- 2005 – The Association of Utopian Hologram Swallowers